# Józef Świdnicki
Józef Świdnicki (in ucraino Йосип Свидницький?, Josip Svyndyc'kyj; Oblast' di Vinnycja, 25 dicembre 1936) è un presbitero e pubblicista ucraino.

## Biografia
Nel tentativo di entrare in un seminario diocesano e diventare sacerdote, Jozef si trova un lavoro a Riga, ma i suoi sforzi sono vani fino al 1972, quando riesce a farsi ordinare clandestinamente dal vescovo Vincentas Sladkevičius. Si trasferisce poi in Ucraina, ma la polizia segreta lo controlla costantemente. Per lavorare più liberamente, passa in Asia Centrale, dove fonda piccole comunità clandestine sia in Uzbekistan che in Kazakistan. Nel 1985 viene arrestato per la sua attività missionaria. Ritorna in libertà nel 1987 e si trasferisce a Novosibirsk per proseguire la sua attività. Nel 1994 fonda la prima parrocchia della Chiesa greco-cattolica russa nel Sargatskij rajon, dove viene invitato a fare il parroco don Sergej Golovanov. Nel 1998 decide di ritornare in Ucraina.

## Opere
- (RU)  СТРАНИЦА ПРЕЛАТА ИОСИФА СВИДНИЦКОГО
- (PL)  Łagry za Fatimę

## Fonti
- Jan Pałyga. Łagry za Fatimę. Ząbki: Apostolicum, 1997. ISBN 8370310907